# Anomalophlebia nitida
Genre
Espèce
Anomalophlebia nitida  est une espèce de libellules de la famille des Gomphidae (sous-ordre des Anisoptères). C'est l'unique espèce du genre Anomalophlebia (monotypique).

## Description
L'holotype de Anomalophlebia nitida, une femelle dont l'abdomen est endommagé entre les segments 4 et 5, mesure 38 mm dont 29 mm pour l'abdomen. Ses ailes postérieures mesurent 24 mm.
L'holotype a été découvert au Venezuela, dans l'État de Bolívar, à une altitude de 500 m.

## Publication originale
- (en) Jean Belle, « On the female sex of some elusive South-American Gomphidae with the descriptions of three new genera and four new species (Odonata) », Zoologische Mededelingen, NBC, vol. 69, no 2,‎ 1995, p. 19-36 (ISSN 0024-0672 et 1876-2174, OCLC 212304577, lire en ligne).